# Хабуме
Хабуме (груз. ხაბუმე) — село в Грузии, на территории Чхороцкуского муниципалитета края (мхаре) Самегрело-Верхняя Сванетия.

## География
Село находится в западной части Грузии, на левом берегу реки Хобисцкали, на расстоянии приблизительно 2 километров (по прямой) к северу от города Чхороцку, административного центра муниципалитета. Абсолютная высота — 201 метр над уровнем моря.

## Население
По результатам официальной переписи населения 2014 года в Хабуме проживало 1413 человек (691 мужчина и 722 женщины). В национальной структуре населения грузины составляли 99,9 %, русские — 0,1 %.
| Год  | Население, человек |
| ---- | ------------------ |
| 2002 | 1834               |
| 2014 | ↘ 1413             |